# Underworld (pel·lícula de 2003)
Underworld és una pel·lícula d'acció i ciència-ficció, estrenada el 2003. La trama creada per Danny McBride, Kevin Grevioux i Len Wiseman està centrada en la guerra secreta entre els vampirs, descrits com els aristòcrates assedegats de sang i els homes llops, homes llop caracteritzats per ser brutals i marginals que habiten ocults planejant la seva venjança. És la primera pel·lícula de la pentalogia d'Underworld.
La pel·lícula ha estat doblada al català central i va ser emesa per primera vegada per a TV3 el 18 de març de 2005. També ha estat doblada al valencià per a À Punt.
Va ser distribuida en DVD i VHS per Columbia TriStar Home Entertainment.

## Repartiment i Doblatge[2]
| Actor             | Personatge        | Doblatge             |
| ----------------- | ----------------- | -------------------- |
| Kate Beckinsale   | Selene            | Victòria Pagès       |
| Scott Speedman    | Michael Corvin    | Roger Pera           |
| Michael Sheen     | Lucian            | Jordi Boixaderas     |
| Shane Brolly      | Kraven            | Alfonso Vallés       |
| Bill Nighy        | Viktor            | Pep Torrents         |
| Erwin Leder       | Singe             | Jaume Comas          |
| Sophia Myles      | Erika             | Alicia Laorden       |
| Robbie Gee        | Kahn              | Pep Ribas            |
| Wentworth Miller  | Dr. Adam Lockwood | Claudi Domingo       |
| Kevin Greviuox    | Raze              | Enric Serra Frediani |
| Dennis J. Kozeluh | Dignatari         | Norbert Ibero        |
| Richard Cetrone   | Pierce            | Toni Pujós           |

## Recepció

### Ingressos
La pel·lícula va recaptar 51.970.690 dòlars als Estats Units i 95.708.457 dòlars per a tot el món.

### Crítica
Underworld té una qualificació del 31% a Rotten Tomatoes, basat en 161 ressenyes. A CinemaScore va rebre una nota de B+ en una escala entre A+ i F.
Roger Ebert va dir: "Es tracta d'una pel·lícula amb tan cabdal en els seus personatges i amb una història tan poc profunda que sembla que la guerra existeix principalment per proporcionar imatges gràfiques". Tot i això, algunes crítiques es mostraven més favorables: el New York Daily News el lloava com "elegant i cruel i entretingut per a alguns covens".